# Zanobi da Strada
Zanobi da Strada (Strada in Chianti, 1312 – Avignone, 1361) è stato uno scrittore e letterato italiano.

## Biografia
Figlio di Giovanni Mazzuoli da Strada amico fraterno di Niccolò Acciaiuoli, fondatore della Certosa di Firenze.
Dal 1335 al 1349 esercitò la professione di insegnante di grammatica, in seguito venne nominato segretario reale e si trasferì a Napoli.
Fu amico di Francesco Petrarca e di Giovanni Boccaccio, con i quali intrattene una nutrita corrispondenza. Nel 1355 fu incoronato poeta dall'imperatore Carlo IV nel Duomo di Pisa. Dal 1355 al 1357 entrò nell'abbazia di Montecassino, come vicario del vescovo Angelo Acciaiuoli. Nella biblioteca studiò i numerosi codici antichi conservati e compì alcune scoperte straordinarie per l'epoca, trovando alcune opere di Tacito, di Apuleio e di Varrone.
Dopo essere stato nominato segretario apostolico, si trasferì ad Avignone a partire dal 1358, dove morì di peste nel 1361.
Talvolta rappresentato nei cicli di affreschi di fiorentini illustri, viene talvolta accostato ai grandi poeti del Trecento, a significare la sua fama un tempo molto superiore a quella odierna.